# Раджкумар Хирані
Раджкумар "Раджу" Хирані (синдхі 𑋙𑋠𑋂𑊺𑋣𑋗𑋠𑋙𑋣 𑋞𑋢𑋙𑋠𑋌𑋢, राजकुमारु हीराणी, راجڪمار هيراڻي, гінді राजकुमार हिरानी, англ. Rajkumar Hirani; нар. 20 листопада 1962, Наґпур, Махараштра, Індія) — індійський кінорежисер, кінопродюсер, сценарист, дистриб'ютор та монтажник фільмів. Хирані режисував п'ять фільмів на гінді, включаючи Munna Bhai M.B.B.S. (2003), Lage Raho Munna Bhai (2006), 3 ідіоти (2009), PK (2014) та Sanju (2018), і всі вони мали комерційний та критичний успіх. Більшість з них отримали кілька нагород, включаючи національні. Серед його нагород — 11 нагород Filmfare Awards. Він є засновником та власником будинку виробництва фільмів на гінді Rajkumar Hirani Films.